# مأموریت توپوگرافی سطح اقیانوس
مأموریت توپوگرافی سطح اقیانوس (انگلیسی: Ocean Surface Topography Mission) بر روی ماهواره جیسون-۲ که به اختصار (OSTM) نامیده می‌شود، پروژه ماهواره‌ای بین‌المللی دیده‌بانی زمین است که از سال ۱۹۹۲ به‌طور پیوسته به اندازه‌گیری ارتفاع سطح آب‌های آزاد می‌پردازد. پایه و اساس این پروژه توسط ناسا و مرکز ملی مطالعات فضایی آغاز شد و با پرتاب ماهواره جیسون-۱ در سال ۲۰۰۱ ادامه یافت.
ماهواره جیسون-۲ توسط تالس آلنیا اسپیس ساخته شده و در دوم ژوئن ۲۰۰۸ با استفاده از راکت دلتا ۲ از پایگاه نیروی هوایی وندنبرگ در کالیفرنیا به فضا پرتاب شد.